# 寧楽遺文

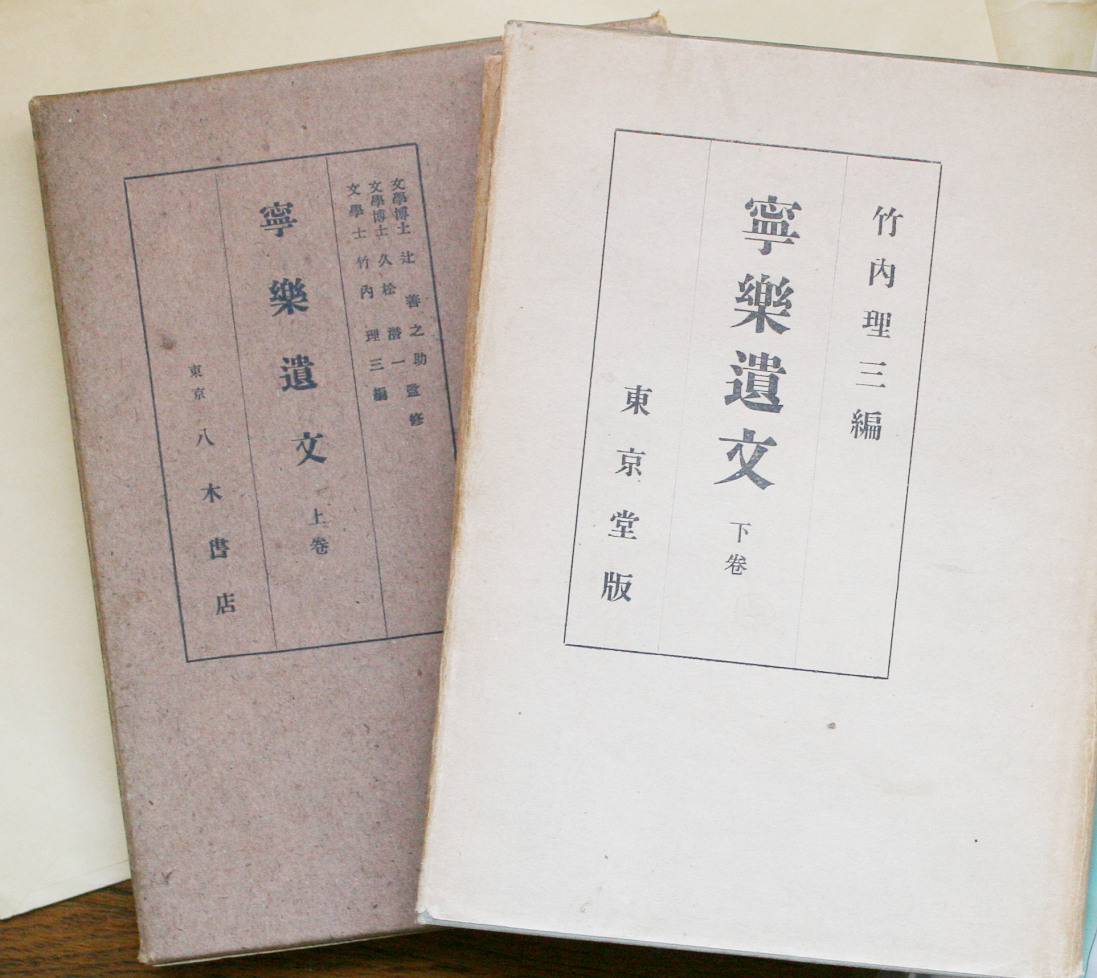
寧楽遺文　初版

寧楽遺文（ならいぶん）は歴史家竹内理三が奈良時代の文書をまとめた史料集である。初版は1943-1944年に刊行（上下2巻）。改訂版は1962年（昭和37年）に刊行され（上中下3巻）、上巻は総目録・政治編、中巻は宗教編・経済編上、下巻は経済編下・文学編・解説である。
（政治編）戸籍、計帳、正税帳、四度公文枝文、太政官符、（宗教編）寺院縁起並流記資財帳、献物帳、造寺所公文、写経所公文、（経済編）諸国田券、奴婢帳、（文学編）風土記、人々伝、詩集、人々啓状、金石文の16項目から成る。
正倉院文書（『大日本古文書』編年文書）が大半を占め、その主要なものを収録している。史料をテーマ別に整理し、解説を加えて利用の便を図っている。